# كلية الهندسة بجامعة الملك عبد العزيز
أنشئت كلية الهندسة بجامعة الملك عبد العزيز بأمر من الملك خالد بن عبد العزيز في عام 1394هـ، وابتدأت الدراسة في أقسام الهندسة المدنية والميكانيكية والصناعية والكهربائية والنووية والتعدين وفي عام 1401هـ بدأت الدراسة في الهندسة الكيميائية وتبعتها باقي أقسام الكلية.

## أهداف الكلية
- إعداد مهندسين مؤهلين بشكل جيد يناسب المسؤوليات التي تنتظرهم في مواقع العمل
- التركيز على البحث العلمي والتطوير الدائم والمتجدد للخطة الدراسية
- تحسين قدرات الطلاب المهنية في اتجاه التفكير التحليلي والإبداعي

## أقسام كلية الهندسة
- الهندسة النووية[1]
- الهندسة المدنية[1]
- الهندسة الحرارية وتقنية تحلية المياه[1]
- هندسة الإنتاج وتصميم النظم الميكانيكية
- هندسة الطيران[1]
- هندسة التعدين[1]
- الهندسة الكهربائية وهندسة الحاسبات[1]
- الهندسة الصناعية[1]
- الهندسة الكيميائية وهندسة المواد[1]
- هندسة علوم البحار

## الوحدات المساندة
تحتوي الكلية على العديد من الوحدات والبرامج والمكاتب وهي :
- إدارة الشؤون التعليمية والتدريب
- مكتبة الكلية
- برنامج التأليف والترجمة
- وحدة الحاسب الآلي التعليمي
- وحدة الاعتماد الأكاديمي
- مكتب الاستشارات الهندسية
- اللجنة الصناعية الاستشارية

## إنجازات الكلية
- الاعتماد الأكاديمي العالمي (ABET)
حصلت جميع برامج وتخصصات كلية الهندسة الاثني عشر على الاعتماد الأكاديمي العالمي من هيئة الاعتماد الأكاديمي للهندسة والتقنية (ABET)، وتشمل معايير الاعتماد الأكاديمي مختلف نواحي التعليم الهندسي مثل قوة المناهج الدراسية، وكفاءة أعضاء هيئة التدريس، وتنوع متطلبات التخرج، والجهود البحثية والتعليمية للكلية، وبرامج خدمة المجتمع، والأسلوب المتبع في الإدارة ومصادر المعلومات، ومستوى الطلاب والخريجين، والتسهيلات والتجهيزات بالأقسام العلمية وبالكلية، والتزام الكلية والجامعة في تقديم برامج هندسية عالية الجودة، وقد قامت هذه الهيئة منذ تأسيسها قبل أكثر من 70 عاماً بتقويم برامج أكثر من (500) كلية هندسة على مستوى العالم. وكانت لجنة الاعتماد الأكاديمي في الجامعة تضم نخبة من الأساتذة ومنهم: أ.د. محمود نديم نحاس الذي شارك في تأسيس قسم هندسة الطيران ووضع مناهجه ومقرَّراته. وطوَّر عدَّة برامجَ تعليمية في الجامعة.
- إطلاق أول طائرة سعودية غير مأهولة
قام بالإشراف على المشروع الأستاذ المساعد بقسم هندسة الطيران الأستاذ : وائل إسماعيل هرساني
- الحصول على شهادة الأيزو
الأيزو 2000:9001 هي مواصفة دولية عامة لإدارة الجودة، وتحتوي على معايير لأداء أنشطة منسقة لتوجيه وضبط مؤسسة ما فيما يتعلق بالجودة، الجهة المانحة هي شركة BVQi وهي شركة بريطانية (فرنسية الأصل) من أكبر الشركات العالمية المتخصصة في التفتيش والاعتماد لأنظمة التشغيل التكنولوجية المختلفة منذ ما يقارب الـ 180 عام.

## وصلات خارجية
الموقع الرسمي للكلية.